# Kamienica Lamellich w Krakowie
Kamienica Lamellich – zabytkowa kamienica znajdująca się w Krakowie, w dzielnicy I przy ul. Mikołajskiej 2, na rogu z ulicą Szpitalną 1, na Starym Mieście.
Obecnie – po połączeniu dwóch posesji – stanowi jedną, narożną kamienicę przy ul. Szpitalnej i Mikołajskiej, frontem wieńcząca północną część Małego Rynku. Połączenia dokonał ok. połowy XVII wieku bogaty kupiec pochodzenia włoskiego Lamelli. Od jego imienia budynek nosi zwyczajową nazwę Kamienica Lamellich.
Wewnątrz znajduje się polichromia o tematyce sakralnej z XV wieku. W latach 70. siedzibę znalazł tu Śródmiejski Ośrodek Kultury w Krakowie, od 2017 działający pod nazwą Krakowskie Forum Kultury.
22 marca 1966 kamienica została wpisana do rejestru zabytków. Znajduje się także w gminnej ewidencji zabytków.